# ماري إليزابيث سويتزر
ماري إليزابيث سويتزر (بالإنجليزية: Mary Elizabeth Switzer) (16 فبراير 1900 - 16 أكتوبر 1971)، كانت مديرة عامة أمريكية ومُصلحة اجتماعية. اشتهرت بعملها في قانون إعادة التأهيل المهني لعام 1954، بحيث أصبح القانون يُغطي أيضا الأشخاص ذوي الاحتياجات الخاصة ضمن خدمات إعادة التأهيل المهني. قامت سويتزر بالترويج للدور المتنامي للحكومة في إعادة التأهيل المهني وشجعت على توسيع مشاريع إعادة التأهيل المهني بين المنظمات غير الحكومية.

## التعليم والمسار المهني
حصلت سويتزر سنة 1921 على درجة البكالوريوس في القانون الدولي من كلية رادكليف، بعدها بدأت العمل في الحكومة الفيدرالية: أولاً ككاتبة مساعدة في مجلس الحد الأدنى للأجور، ثم في وزارة الخزانة الأمريكية ضمن مصلحة خدمة الصحة العامة ووكالة الأمن الفيدرالي. اهتمت سويتزر بشكل خاص بقضايا الرعاية الصحية، وعُينت سنة 1950 مديرة لمكتب إعادة التأهيل المهني في وزارة الصحة والتعليم والرعاية الاجتماعية الأمريكية، وفي 1967 عُينت مديرة لإدارة خدمات إعادة التأهيل. تقاعدت سويتزر من عملها سنة 1970، واشتغلت إلى حين وفاتها كنائبة لرئيس صندوق إعادة التأهيل العالمي.
كانت سويتزر أول امرأة تشغل منصب عضو مجلس إدارة جامعة جورج تاون في عام 1969. شغلت أيضا منصب رئيسة الجمعية الوطنية لإعادة التأهيل في الفترة من 1960 إلى 1961، وعملت كمستشارة للعديد من المنظمات الصحية الأمريكية كمؤسسة مينينجر ومستشفى سانت إليزابيث. تقديرًا لمساهماتها في إعادة التأهيل المهني، حصلت سويتزر على شهادة الاستحقاق الرئاسية في عام 1948، وجائزة ألبرت لاسكر سنة 1960 بالاشتراك مع بول ويلسون براند وغودموند هارلم، وجائزة أمبروز شوتويل التذكارية من الجمعية الأمريكية للعمال المكفوفين في عام 1962، وجائزة إدوارد ماينر غالوديت سنة 1970.
حصلت سويتزر سنة 1969 على درجات فخرية من كل من جامعة هوفسترا، وجامعة غالوديت، وكلية راسل سيج، وخمس جامعات أخرى.
توفيت ماري سويتزر سنة 1971 ودُفنت في مقبرة آيفي هيل في الإسكندرية بولاية فرجينيا.

## إحياء الذكرى
- يضم مبنى ماري سويتزر في واشنطن العاصمة أقساما ومصالح تابعة لوزارة الصحة والخدمات الإنسانية.[3]
- يضم مبنى ماري سويتزر في حرم مركز وودرو ويلسون لإعادة التأهيل عرضًا لتذكارات سويتزر.[3]
- تُدار زمالات ماري سويتزر البحثية من قبل مكتب التعليم الخاص وخدمات إعادة التأهيل التابع لوزارة التعليم الأمريكية.[3]

## للاطلاع أكثر
- Walker، Martha Lentz (1985). Beyond bureaucracy: Mary Elizabeth Switzer and rehabilitation. University Press of America, Inc.

## وصلات خارجية
- "أوراق ماري إليزابيث سويتزر" من مكتبة أرثور وإليزابيث شليزنغر[الإنجليزية]، معهد هارفارد رادكليف، جامعة هارفارد

ّّّّّ